# 朱 -Aka-
『朱 -Aka- 』（あか）はねこねこソフトによるアダルトゲーム。2003年6月13日発売（当初は5月24日発売予定だったが延期された）。
キャッチフレーズは「眩しかった日のこと、そんな日のこと…」

## ストーリー
物語の舞台は、数百年前の砂漠。“ルタ”と呼ばれるものとその眷属が主軸となる。
ストーリー構成（基本的に4部構成で、それぞれ違う主人公とヒロインを描いている）や描写（地の文や、キャラクターのせりふが画面下部に一行表示され映画の字幕風になるなど全体的に映画を意識した作り）などが同社の『銀色』より受け継がれている。
しかし、『銀色』は各章ごとに時代がまったく違っていたが、朱は、登場人物こそ違うものの、大まかな時代や場所は共通しており、別章の人物、事件、物品が関わってくることもままある。

### “ルタ”とその眷属、関連事項
ルタ
そう呼ばれる者。もしくはその一族。時代を超えて各地に力を授けた眷属を持つ。不死者とも言われているが定かではない。それを示すため、朱色の何かを身につけている。
還す者
ルタの眷属で最強の眷族と呼ばれている者。その義務もひときわ強く、そのため守護者が就いている。「還す」とは所謂記憶を消すことを指す。「還る」⇒「何も知らないころに戻る」ことから、こう謂われたと思われる。
守護者
「還す者」に就くボディガード。武力に優れ、数人がかりをものともしない。朱色で細身の長剣を持つ。また還す者同様、記憶を消す力も持つ。ただし、「どの程度の記憶を消すか」まではコントロールできない。
水鏡の者
還す者に任務を教えに来る伝令係の眷属。守護者が就くことはない。額に目的地の場所を、水鏡のように映し出す。
癒しの者
致命傷や難病、果ては老衰まで、どんな症状だろうと、対象者の命を救う力を有している者。
レイラン（場所）
ルタの指令をまっとうする一族が住む小落。隠れ里であり、社会の目の届かないようにしている。
朱
眷属の証として朱色の何かを身につけている。

### 構成
第1章
“ルタ”の眷属、「還す者」のアラミス。その守護者、カダン。2人は兄妹のようにともに生きてきた。彼らは幼いころ、ルタを名乗る少女と出会い、力と眷属であることを示す朱色の宝石を与えられ、そのときから眷属としての人生が始まる。同時に“ルタ”の眷属としての義務を果たすため、砂漠を旅し、その先で「還す者」としての義務を果たし続ける。しかしその日々の積み重ねは、眷属としての存在や意義に疑問を生じさせるには十分なものだった。
第2章
2人は幼馴染み。ターサは幼いころ、死亡していた女性に抱かれていたチュチュを助け、そのときから一緒に盗賊として生きてきた。砂漠を転々としながら、少々の盗みで日々の糧をつなぐ。しかし、だんだん安住の地を見つけ、そこで静かに暮らしたいという思いが強くなっていく。そんな矢先、忍び込んだ屋敷で、2人は別の押し入りと遭遇する。その押し入りの首には、チュチュの身元の唯一の手がかりと同じ、朱色の宝石が輝いていた。
第3章
熟練の旅人ウェズは、不覚にも砂漠で行き倒れる。が近隣の町で薬師を営むファウにより助けられた。恩を返すため、しばしファウのそばに身を置くことにしたウェズは、ある日町で不思議な女性を目撃する。彼女の胸には朱色の宝石。それはファウも身につけていた朱色のペンダントと同じ輝きだった。
第4章
大富豪の娘ラッテはある嵐の翌朝、屋敷の近くの海岸で行き倒れの青年を見付け、介抱する。彼の名はルタといった。外から来て、ある目的のためにまた旅立つ青年に、抑えきれぬ興味から、ラッテは髪を切ってルタに同行する。
作中、相対的時間経過が“〜days after”という表記でしばしば示されるが、この「ルタに同行し、ラッテが屋敷を離れた日」を起点として数えている。

### サイドストーリー
ねこねこファンディスク2にはルタが最初の頃に眷属にした還す者と守護者のストーリーが、おかえしCD5には還す者と癒しの者に関するストーリーが収録されている。

## 登場人物

### 第1章
カダン(Cadn)
第1章の主人公。冷静な性格をしている。
アラミス（Arrems）
声：宇佐美桃香
第1章ヒロイン。幼少時にルタと呼ばれる少女から特殊な力と朱色の宝石を授けられて以来、ルタの眷属として生きてきた。

### 第2章
ターサ（Tlths）
第2章の主人公。
チュチュ（Chu-Chu）
声：籐野らん
第2章ヒロイン。幼馴染みであるターサに拾われて以来、二人で盗賊として生きてきた。ドジな性格をしており、よくターサに叱られる。

### 第3章
ウェズ(Wazsub)
第3章の主人公。無口だが、自らの意見はキチンと言う。
ファウ
声：まきいづみ
第3章のヒロイン。ウェズを助けた女性。街でただ一人の薬師として住民たちから頼りにされている。

### 第4章
ルタ（Rutent）
第4章の主人公。
ラッテ
第4章のヒロイン。大富豪の息女で、辺境の屋敷にメイドと2人で住んでいたが、ルタを追って旅に出る。

## 『銀色』との関連性
本作は、宣伝こそされなかったが、『銀色』の正統な続編として創られている。『銀色』の中核をなす物が、『朱』の物語の全ての始まりの物と同じであり、それに絡む『銀色 完全版』の登場人物が、朱にも登場している。それを裏付けるように、後日談では『銀色 完全版』のエピソードが語られ、お返しCD5では、『銀色 完全版』が音声なしでそのまま収録された。

## スタッフ・主題歌
- キャラクターデザイン：秋乃武彦
- 原画：秋乃武彦、歩鳥、神代舞、小田原箱根
- シナリオ：片岡とも、東トナタ、高嶋栄二
- ディレクター：片岡とも
- 音楽：feel、SoundUnion Ebi、zerverius、高瀬一矢、まにょっ、細井聡司、水月陵、YUKI NAKANO

OP主題歌「砂銀（すなぎん）」
歌：彩菜 feat.堀奈生 / 作詞：片岡とも / 作曲：上松範康
挿入歌「朱」
歌：NANA / 作詞：片岡とも / 作曲：上松範康
挿入歌「砂の城 -The Castle of Sand-」
歌：島宮えい子 / 作詞：片岡とも／作曲・編曲：高瀬一矢
イメージソング「Desert-Duo」
歌：YURIA・佐藤裕美 / 作詞：片岡とも / 作曲：milktub / 編曲：藤間仁
挿入歌「想い -風に舞うしるべ-」
歌：木蓮 / 作詞：東トナタ / 作曲：milktub / 編曲：上松範康

## 受賞歴
- Getchu.comあなたが選ぶ美少女ゲーム大賞
  - キャラクター部門 - 20位：ファウ[getchu.com2003 1]
  - シナリオ部門 - 7位[getchu.com2003 2]
  - ボイス部門 - 13位：まきいづみ（ファウ）[getchu.com2003 3]
  - サウンド部門 - 第1位[getchu.com2003 4]